# Tillite Lake
Tillite Lake är en sjö i Antarktis. Den ligger i Östantarktis. Australien gör anspråk på området. Tillite Lake ligger 595 meter över havet. Den sträcker sig 0,1 kilometer i nord-sydlig riktning, och 1,1 kilometer i öst-västlig riktning.
I övrigt finns följande vid Tillite Lake:
- Blair Peak (en bergstopp)